# La araña negra
L'Aranya Negra és una novel·la de Vicent Blasco Ibáñez publicada en 1892. Escrita en principi com a fulletó.
L'obra, composta de dos toms, va ser considerada una obra folletinesca (subgènere, que a França es va conèixer com a feulleton-roman, en voga entre finals del segle xix i principis del segle XX) probablement per restar-li importància a la duríssima crítica contra la Companyia de Jesús que aquesta obra conté.
Blasco Ibañez la va escriure en la seua joventut, i més tard la repudiaria, en no incloure-la en les seues Obres completes.
Blasco Ibáñez va dedicar gran part del seu temps a l'estudi de l'Església i el seu funcionament. Aquest és el germen de la novel·la, en la qual es narra la història dels Baselga, una família noble de l'Espanya de començaments del segle xix, íntimament relacionada amb els Jesuïtes. En la novel·la, la Companyia de Jesús teixeix amb infinita paciència una teranyina contra aquesta acabalada família amb la finalitat d'apropiar-se de la seua fortuna. Al llarg de tota la novel·la es tracta aquesta relació, analitzant el comportament i funcionament de la Companyia de Jesús d'una forma extensa.